# Port morski Łeba
Port morski Łeba – port morski w północnej Polsce na Wybrzeżu Słowińskim, położony w woj. pomorskim, w powiecie lęborskim, w Łebie. 
Port w Łebie jest portem rybackim i turystycznym. Znajduje się tu rozbudowana przystań jachtowa i nabrzeża rybackie. W sezonie letnim w porcie bazuje wiele jednostek wycieczkowych, które oferują krótkie rejsy po morzu.
W porcie istnieje morskie przejście graniczne, przez które odbywa się ruch osobowy dla pływań sportowych i ruch towarowy dla polskiego rybołówstwa. Przejście obsługuje placówka Straży Granicznej we Władysławowie. 
W porcie działa brzegowa stacja ratownicza Służby SAR, a przy nabrzeżu Maltańskim cumuje jej morski statek ratowniczy typu SAR-1500 m/s "Huragan". 
Zarejestrowana flota kutrowa w Łebie w 2006 r. obejmowała 15 jednostek pływających, których łączna pojemność brutto wynosiła ok. 600.

## Położenie
Port leży na południowym wybrzeżu Morza Bałtyckiego, we wschodniej części Wybrzeża Słowińskiego. Znajduje się w północnej części woj. pomorskiego, w północnej części powiatu lęborskiego, w zachodniej części miasta Łeba. Port jest usytuowany na odcinku ujściowym rzeki Łeby, a uchodzącej do niej rzeki Chełst. Na wschód od portu znajduje się jezioro Sarbsko a na zachód jezioro Łebsko.

## Nawigacja

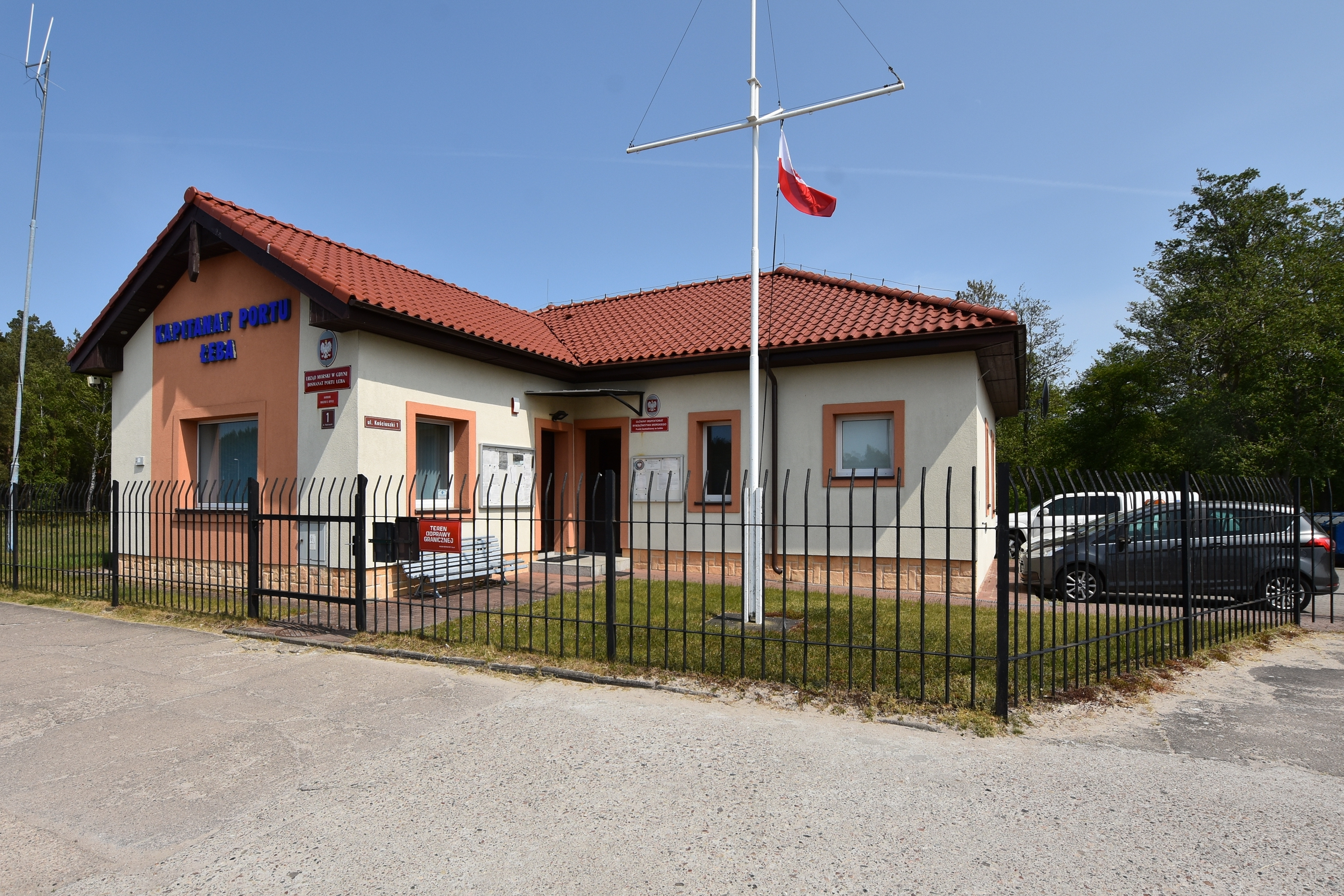
Kapitanat i Straż Graniczna

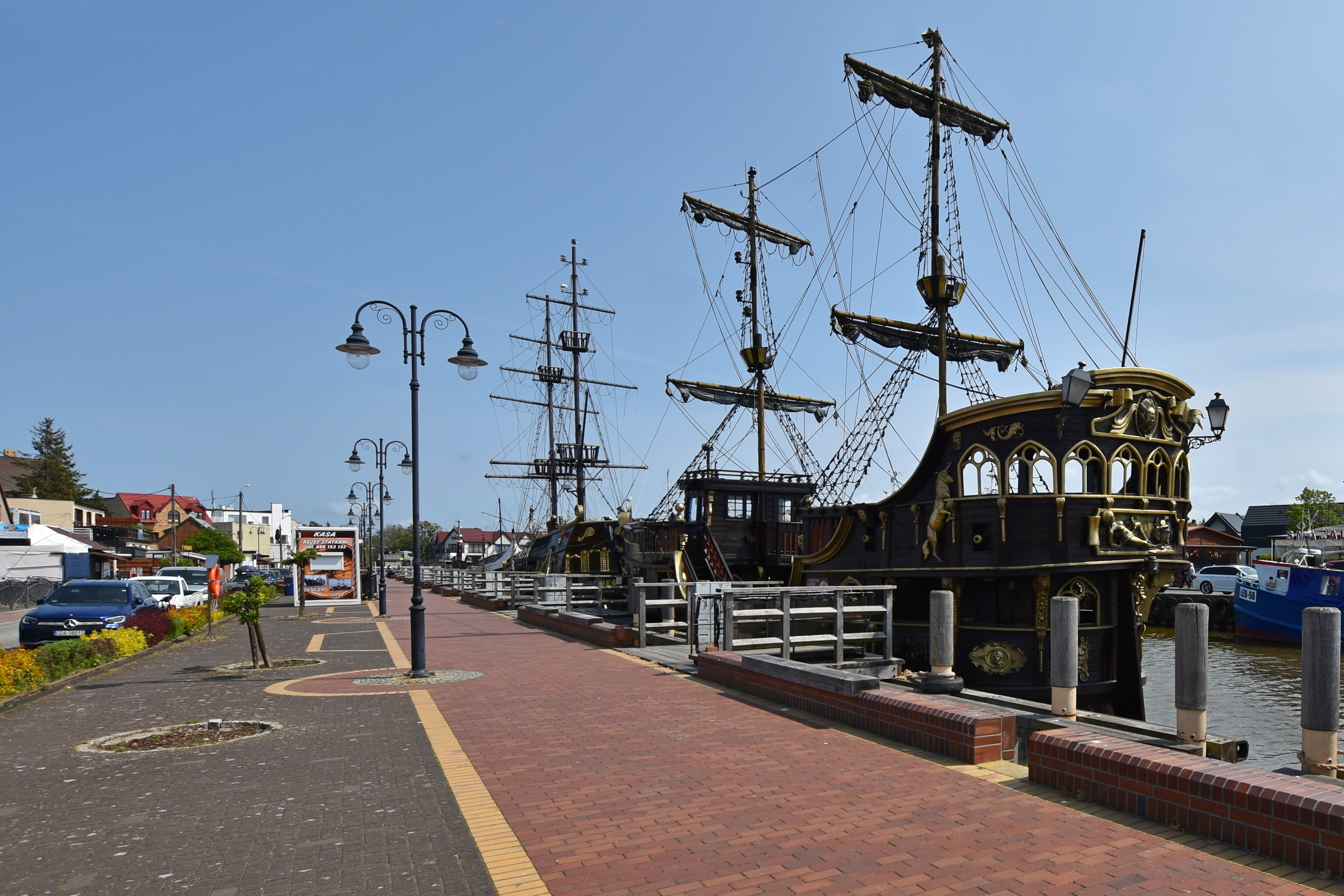
Statki wycieczkowe w basenie portowym

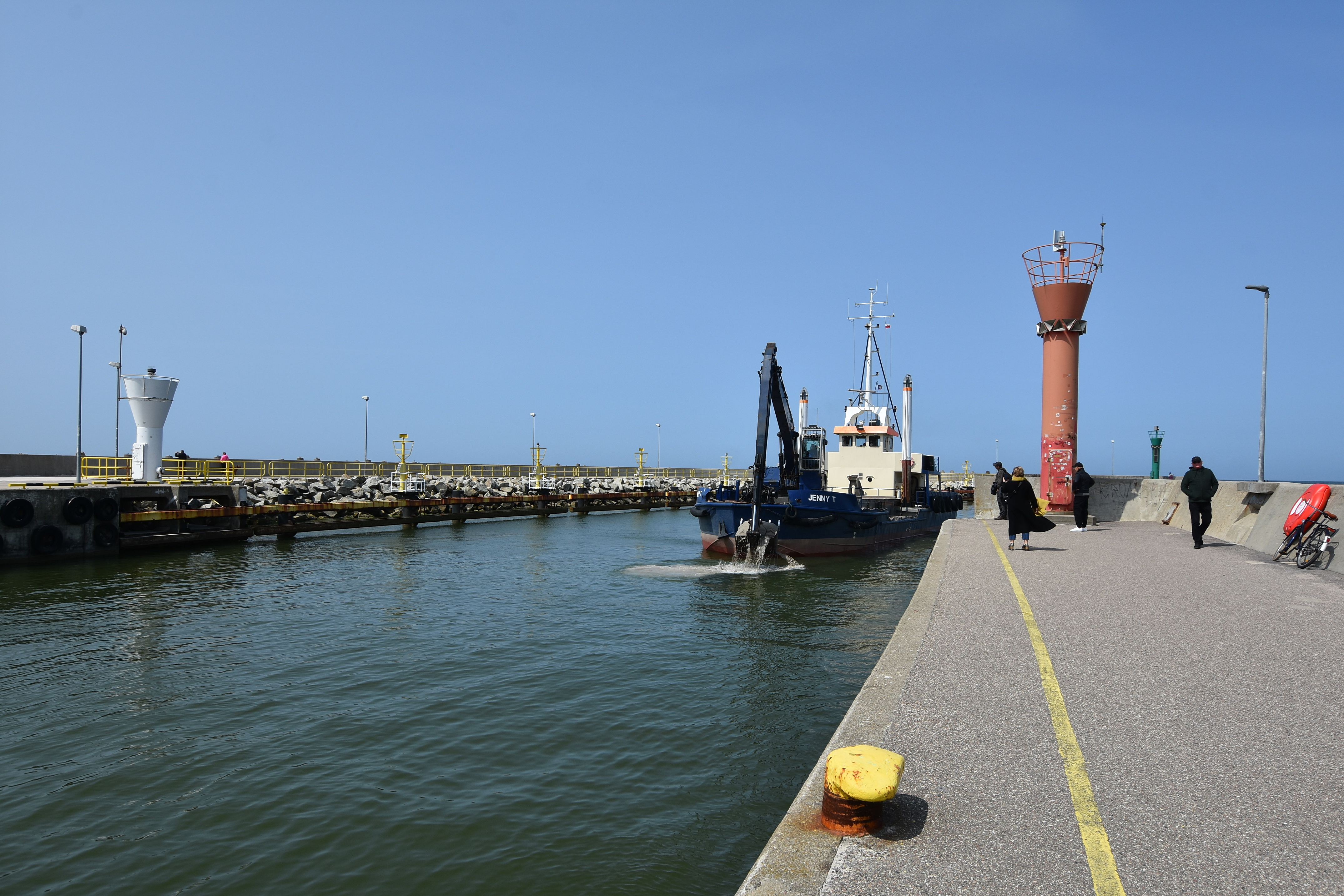
Wejście do portu

Ruchem statków kieruje Bosmanat Portu Łeba podległy pod Kapitanat Portu Łeba. 
Wielkość statków wchodzących do portu nie może przekroczyć 65 m długości, 15 m szerokości i 3,0 m zanurzenia. Każdorazowe wejście do portu jednostek o zanurzeniu przekraczającym 2,5 m według zarządzenia dyrektora Urzędu Morskiego w Słupsku powinno być uzgodnione z kapitanatem portu.
Redę portu Łeba stanowi akwen ograniczony linią kołową o promieniu 1,5 NM wyprowadzoną z zielonej latarni wejściowej falochronu zachodniego.
W porcie Łeba zabronione jest poruszanie się na torze wodnym na odcinku od Mariny do obrotnicy jednostkom wyłącznie pod żaglami. Postój statków sportowych w porcie w Łebie jest dozwolony wyłącznie w Basenie Jachtowym i przy nabrzeżu Stoczniowym.

## Infrastruktura
| Nabrzeże                        | Długość [m] | Głębokość [m] |
| ------------------------------- | ----------- | ------------- |
| nabrzeże Gdyńskie               | 207,0       | 3,5           |
| nabrzeże Pomostowe              | 73,6        | bd.           |
| nabrzeże Bosmańskie             | 100,8       | 3,5           |
| nabrzeża w Basenie Gospodarczym | 145,8       | 3,5           |
| nabrzeże Maltańskie             | 102,3       | 4,0           |
| nabrzeże Pasażerskie            | 222,0       | 4,0           |
| nabrzeże Słupskie               | 180,0       | 4,0           |
| nabrzeże Północne               | 158         | 4,0           |
| nabrzeże Południowe             | 178,0       | 3,0           |
| nabrzeże Usteckie               | 159,3       | 4,0           |
| nabrzeże Spółdzielcze           | 308,3       | 4,0           |
| nabrzeże Mostowe                | 155,8       | bd.           |
| nabrzeże Stoczniowe I           | 101         | 4,0           |
| nabrzeże Stoczniowe II          | 249         | 4,0           |
| nabrzeże Wydmowe                | 223,4       | bd.           |
| nabrzeże Słowińskie             | 42          | –             |

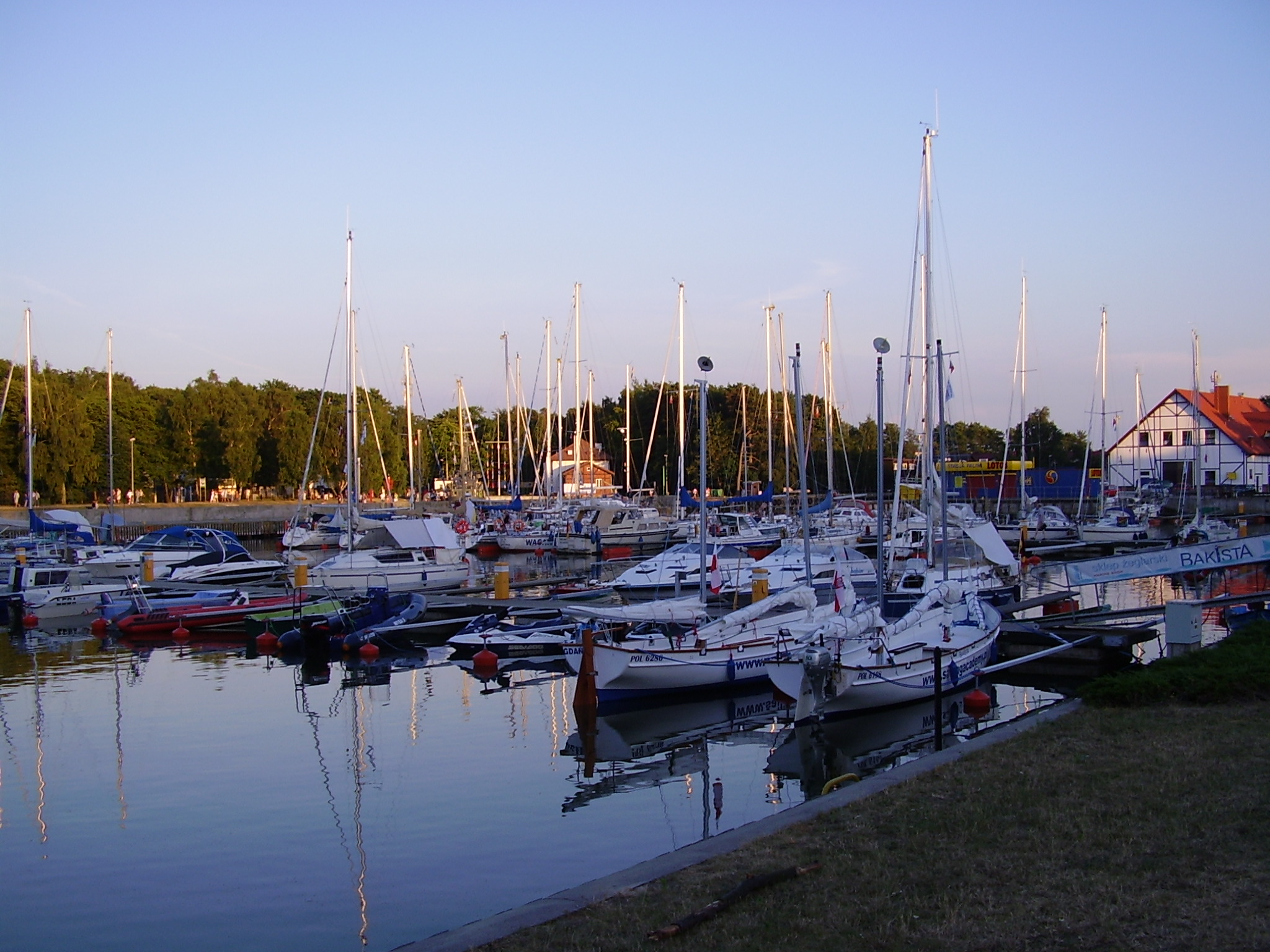
Przystań jachtowa

Infrastrukturą portową administruje Urząd Morski w Słupsku. Obszarem mariny jachtowej zarządza spółka miasta Łeby – Port Jachtowy w Łebie sp. z o.o.
Port Łeba posiada 2 falochrony wychodzące w głąb morza, stanowiące ujście rzeki Łeba. Dłuższy falochron zachodni posiada łukowaty kształt w kierunku wschodnim. Wschodni falochron wychodzi prosto w głąb morza w kierunku zakrzywionego drugiego falochronu. Kanał portowy na rzece Łeba mierząc od główek falochronów do mostu drogowego ma powierzchnię 54 566,50 m².
Port Łeba posiada 3 baseny portowe. Ok. 500 m od wejścia do główek portu po zachodniej stronie kanału portowego usytuowany jest Basen Jachtowy. Jest on oddzielony od rzeki pirsem o długości 160 m, który zapewnia jachtom spokojne warunki postoju. Przy końcu pirsu znajduje się wejście do basenu o szerokości ok. 20 m. Basen Jachtowy może przyjąć ponad 120 jednostek różnych klas, w tym także jachty żaglowe o długości do 18 m i motorowe do 24 m długości. Głębokość przystani jachtowej waha się od 2,5 do 3,5 m. 
Po wschodniej stronie kanału wejściowego znajduje się mały Basen Gospodarczy o powierzchni 1830 m², który jest oddzielony od Łeby pirsem o długości 36,30 m.
W dalszej części portu znajduje się Basen Rybacki o powierzchni 10 071 m², który jest położony w korycie rzeki Łeba i wpadającego do niej mniejszej rzeki Chełst.
W rozgałęzieniu kanału portowego i wejścia do Basenu Rybackiego znajduje się obrotnica statków o średnicy 50 m i powierzchni całkowitej 1 962,50 m². W obrębie portu znajduje się stacja paliw.
Miejscowe statki rybackie pływają z sygnaturą ŁEB na burcie.

## Historia
W 1952 r. Minister Żeglugi określił granice portu morskiego w Łebie. Granice portu zostały zmienione w 1983 r. przez Ministra – Kierownika Urzędu Gospodarki Morskiej. 
W 1998 r. została otworzona przystań jachtowa w porcie. W 2001 r. zachodni falochron został wydłużony o dodatkowe 156 m, co miało na celu poprawę bezpieczeństwa wchodzących do portu jednostek przy silnych, dominujących na Bałtyku wiatrach zachodnich. W 2015 r. został zmienione granice portu